# Primera División Blindada Hammurabi
La División Blindada Hammurabi (en árabe: فرقة حمورابي المدرعة‎) era una formación de élite de la Guardia Republicana Iraquí. Fue nombrada en honor a Hammurabi; un rey babilónico conocido por el conjunto de leyes llamado Código de Hammurabi, que constituye uno de los primeros códigos de ley sobrevivientes en la historia registrada.
La división fue derrotada decisivamente por las Fuerzas Armadas de los Estados Unidos en 1991, cuando fue expulsada de Kuwait después de sufrir numerosas bajas, y nuevamente en 2003, cuando Estados Unidos invadió Irak. Este último resultó en el colapso total de la división cuando sus oficiales superiores abandonaron sus puestos, y nunca se reformó ya que la propia Guardia Republicana se disolvió tras la caída del gobierno de Saddam Hussein.

## Historia
En 1990, la división incluía la Brigada Blindada 17 al mando del general de brigada Ra'ad Hamdani y el comandante de la división era el general de división Qais Abd al-Razaq, un "hombre muy práctico".
La división desempeñó un papel central en la invasión de Kuwait que tuvo lugar en agosto de 1990. En la mañana del 2 de agosto de 1990, cerca del Paso de Mutla, tuvo lugar una batalla entre los tanques Vickers del 6.ª Brigada Mecanizada, Ejército de Kuwait, y los T-72s de la 17.ª Brigada Blindada de la división. Los tanques kuwaitíes pudieron derribar un T-72 durante la emboscada, pero fueron derrotados y el comandante de la 6.ª Brigada fue capturado. Solo 20 tanques Vickers sobrevivientes pudieron retirarse a Arabia Saudita.
Un informe posterior al comando de la División Hammurabi registró que la división sufrió 99 muertos, 249 heridos y 15 desaparecidos durante la invasión de Kuwait.

### Guerra del Golfo de 1991
El comandante de la división ha declarado que ordenó a sus tanques que usaran municiones antipersonal de alto poder explosivo, en lugar de proyectiles antitanques, para minimizar las bajas kuwaitíes en los enfrentamientos de tanques durante la invasión.
Hacia el final de la guerra, la división estuvo involucrada en la controvertida Batalla de Rumaila, cuando las fuerzas del ejército de EE. UU. bajo el mando del teniente general Barry McCaffrey aniquilaron a la división en retirada cerca del campo petrolífero de Rumaila lo que provocó que la división sufriera unas 7000 bajas.
Hay diferentes informes sobre la composición de la división a fines de la década de 1990. Pero th Cordesman, "Key Targets in Iraq", febrero de 1998, y Sean Boyle, en Jane's Intelligence Review, septiembre de 1997, enumeran las Brigadas 8, 14 y 17. Cordesman escribe que el 8 y el 14 estaban mecanizados mientras que el 17 era una brigada blindada.

### Invasión de Irak en 2003
Durante la invasión de Irak, la división recibió órdenes de retirarse de Suwayrah en la noche del 5 de abril de 2003 después de varios días de bombardeo por parte de aviones estadounidenses. No se recibieron más órdenes sobre dónde reagruparse exactamente, y los oficiales superiores desaparecieron, lo que provocó deserciones masivas y el colapso de la división.